# 5056 Rahua
5056 Rahua este un asteroid din centura principală de asteroizi.

## Descriere
5056 Rahua este un asteroid din centura principală de asteroizi. A fost descoperit pe 9 septembrie 1986 la Observatorul La Silla de Henri Debehogne. El prezintă o orbită caracterizată de o semiaxă mare de 2,64 ua, o excentricitate de 0,20 și o înclinație de 7,3° în raport cu ecliptica.